# Tisca Chopra
Tisca Chopra (Kasauli, 1 de noviembre de 1973) es una actriz, escritora y productora cinematográfica india que ha aparecido en más de 45 largometrajes, predominantemente en lengua hindi.

## Biografía
Tisca Chopra nació el 1 de noviembre de 1974 en Kasauli, Himachal Pradesh, en el seno de una familia de pedagogos. Creció en Kabul (Afganistán), ya que su padre estaba destinado como director de la India International School, y más tarde regresó a Delhi. Se graduó en la Apeejay School, Sheikh Sarai, de la que su padre era director. Más tarde estudió literatura inglesa en el Hindu College, Universidad de Delhi. También empezó a colaborar activamente con el teatro aficionado. Mientras estudiaba en la universidad, empezó a escribir para varias publicaciones y a actuar en obras para un grupo de teatro aficionado y en festivales universitarios. Al terminar sus estudios, se trasladó a Bombay y se formó como actriz con los grandes del teatro Feroz Khan y Naseeruddin Shah. Es sobrina nieta del destacado escritor indio Khushwant Singh.

## Carrera
Ella hizo su debut como actriz a la edad de dos años y medio, en una obra de teatro. Su debut cinematográfico fue con Platform (1993), frente a Ajay Devgn.
Su gran oportunidad en el cine llegó a través de la película Taare Zameen Par (2007), por la que ganó premios y galardones, incluyendo una nominación al Premio Nacional. Ella siguió ascendiendo con la galardonada película Firaaq (2008). Posteriormente apareció en películas que le dieron más reconocimiento comercial y de crítica. Tisca está a menudo en las listas de las mujeres mejores vestidas de la India.

## Premios y nominaciones

### Premios
- BIG Star Entertainment Awards: Mejor actriz por Rahasya
- Filmfare Short Film Awards 2017: Mejor actriz por Chutney .

### Equipo
- Premio Filmfare a la Mejor Actriz de Reparto por Taare Zameen Par
- Premio Stardust: Premio a la mejor actriz de reparto en Firaaq
- Star Screen Awards: Premio a la mejor actriz de reparto por Taare Zameen Par
- Premio V. Shantara: Premio a la mejor actriz de reparto por Taare Zameen Par
- Premio Zee Cine a la Mejor Actriz de Reparto (Mujer) por Taare Zameen Par

## Vida personal
Tisca está casada con el Capitán Sanjay Chopra, que es un piloto de Air India. Vive en Bombay con su marido y su hija, Tara. Colabora con varias ONG de apoyo a la educación y los derechos de la mujer.

## Filmografía

### Cine
| Año  | Título                         | Papel              | Lengua    |
| 1993 | 15th August                    | Kiran Solanki      | Hindi     |
| 1993 | Platform                       | Tina               | Hindi     |
| 1993 | I Love India                   | Priya              | Tamil     |
| 1994 | Baali Umar Ko Salaam           | Nikitha            | Hindi     |
| 1995 | Gunehgaar                      | Priya              | Hindi     |
| 1995 | Taqdeerwala                    | Lataa              | Hindi     |
| 1998 | Dandnayak                      | Priya              | Hindi     |
| 2000 | Karobaar: The Business of Love | Neelam             | Hindi     |
| 2004 | Hyderabad Blues 2              | Menaka             | English   |
| 2004 | Hyderabad Blues 2              | Menaka             | Telugu    |
| 2004 | Hyderabad Blues 2              | Menaka             | Hindi     |
| 2005 | Sau Jhooth Ek Sach             |                    | Hindi     |
| 2007 | Cape Karma                     | Kamini             | English   |
| 2007 | Taare Zameen Par               | Maya Awasthy       | Hindi     |
| 2008 | Firaaq                         | Anuradha Desai     | English   |
| 2008 | Mayabazar                      | Annie              | Malayalam |
| 2010 | 10 ml Love                     | Roshni             | Hindi     |
| 2010 | Khushiyaan                     | Julie Verma        | Punjabi   |
| 2011 | Dil Toh Baccha Hai Ji          | Anushka Anu Narang | Hindi     |
| 2011 | 404 (film)                     | Dr. Mira           | Hindi     |
| 2011 | Love Breakups Zindagi          | Sheila Thappar     | Hindi     |
| 2012 | OMG: Oh My God!                | Interviewer        | Hindi     |
| 2013 | Ankur Arora Murder Case        | Nanditha Arora     | Hindi     |
| 2013 | Qissa                          | Mehar              | Punjabi   |
| 2015 | Rahasya                        | Dr. Arthi Mahajan  | Hindi     |
| 2015 | Nirnnayakam                    | Sreeprada          | Malayalam |
| 2015 | Highway                        | Film actor         | Marathi   |
| 2015 | Bruce Lee - The Fighter        | Malini             | Telugu    |
| 2016 | Ghayal Once Again              | Sheethal Bansal    | Hindi     |
| 2016 | Sardaar Gabbar Singh           | Geetha Devi        | Telugu    |
| 2017 | The Hungry                     | Tulsi Joshi        | Hindi     |
| 2018 | 3 Dev                          | Savitri            | Hindi     |
| 2018 | Bioscopewala                   | Wahida             | Hindi     |
| 2018 | Lashtam Pashtam                | Mother of Siddhant | Hindi     |
| 2019 | Good Newwz                     | Dr. Sandhya Joshi  | Hindi     |
| 2022 | Jugjugg Jeeyo                  | Meera              | Hindi     |
| 2023 | Dono                           | Anjali Malhotra    | Hindi     |

### Televisión
| Año       | Título                                | Papel          | Observaciones                           |
| --------- | ------------------------------------- | -------------- | --------------------------------------- |
| 1999-2000 | Mejores ventas - Ek Shaam Ki Mulakaat | Sarla          |                                         |
| 2004-2005 | Kahaani Ghar Ghar Kii                 |                |                                         |
| 2019      | Rehenes                               | D r Mira Anand |                                         |
| 2019      | Casa Beecham                          | Emperatriz     | Serie de televisión del Reino Unido ITV |

### Cortometraje
| Año  | Título  | Papel  | Director        |
| ---- | ------- | ------ | --------------- |
| 2016 | Chatney | Vanita | Jyoti Kapur Das |
| 2017 | Chhuri  | Meera  | Mansi jain      |